# Tesoro de Berthouville

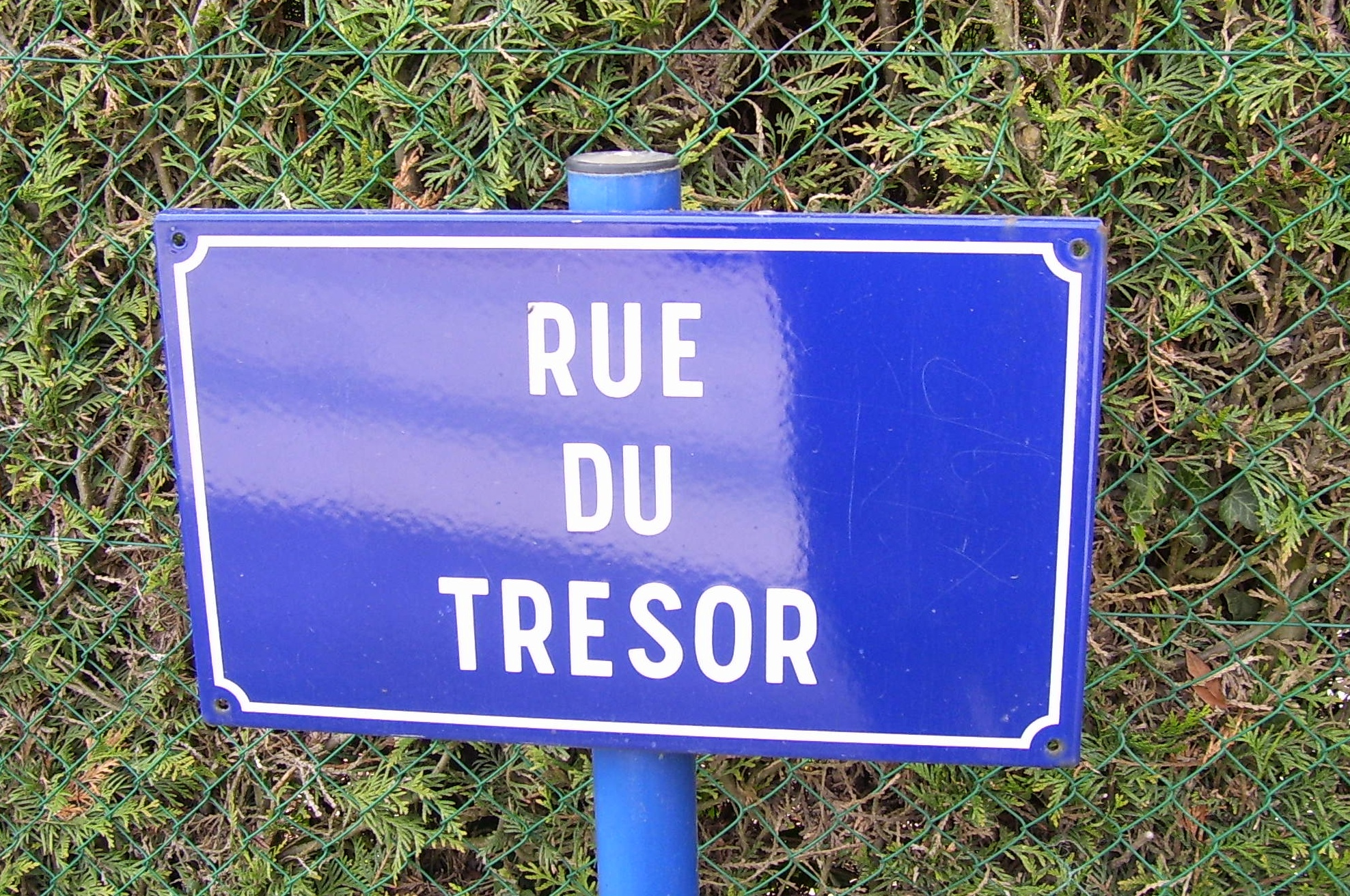
Placa urbana de la calle que recuerda el "tesoro".

Tesoro de Berthouville es la denominación historiográfica de un tesoro descubierto casualmente el 21 de marzo de 1830 por Prosper Taurin, un labrador de la localidad francesa de Berthouville (Normandía).
Consta de un centenar de piezas de plata, algunas de las cuales se consideran obras maestras de la toréutica romana. Varias de ellas tienen inscripciones votivas por las que un tal Quinto Domicio Tuto las dedica al dios Mercurio, y pueden datarse a mediados del siglo I d. C. Otros donantes nombrados son Properto Secundo, Lucia Lupula, Merio Caneto Epático o el liberto Elio Eutychus.
Formarían parte del ajuar de un templo galo-romano de la zona de los lexovios consagrado a Mercurio Canetonensis, uno de los principales dioses de la Galia romana; que fue escondido a finales del siglo II o comienzos del siglo III, sin duda para protegerlo del saqueo durante las invasiones bárbaras. Se excavó a partir de 1896 por Octave Join-Lambert un yacimiento arqueológico con dos templos, un teatro y murallas.
Comprada en la época de su descubrimiento por 15.000 francos, la colección pasó a formar parte del Cabinet des Médailles (Departamento de Monedas, Medallas y Antigüedades) de la Biblioteca Nacional de Francia en París. Recientemente, se trasladó a la Villa Malibú de la fundación Paul Getty para su restauración y estudio, como parte de un proyecto colaborativo; exponiéndose en ella temporalmente desde 2014.

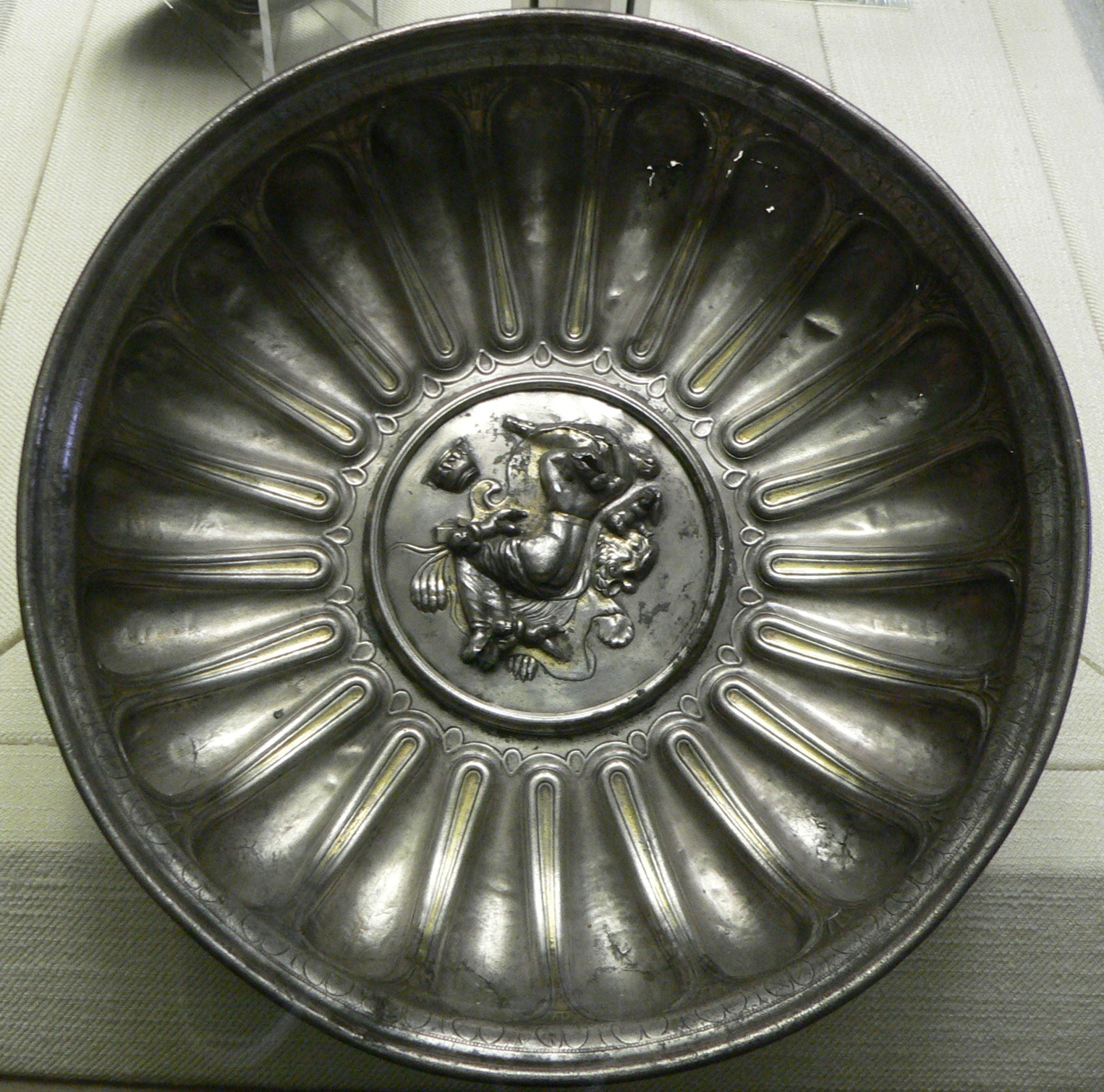
Ónfale dormida sobre la piel del león de Nemea.
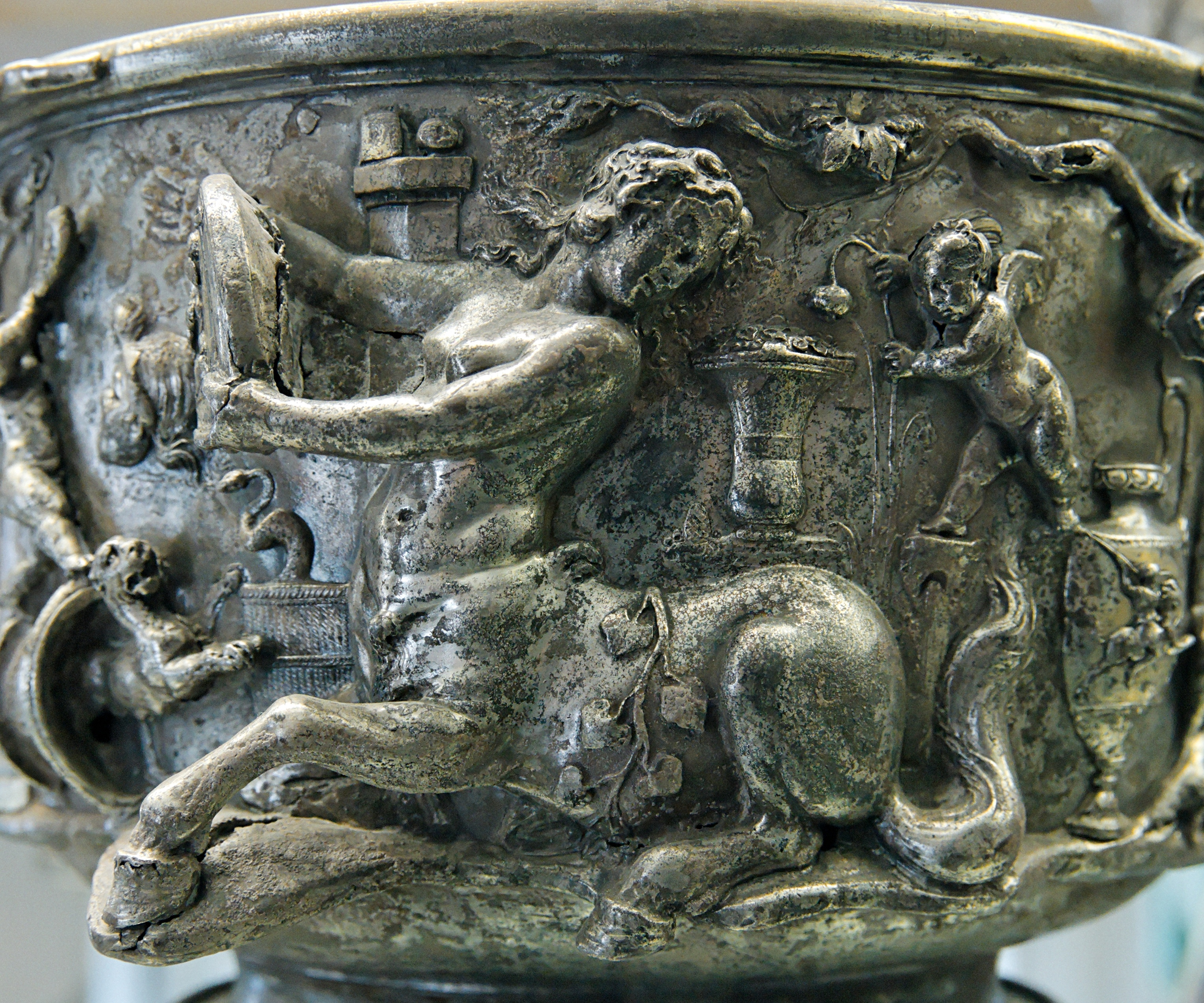
La llamada "copa de los centauros".
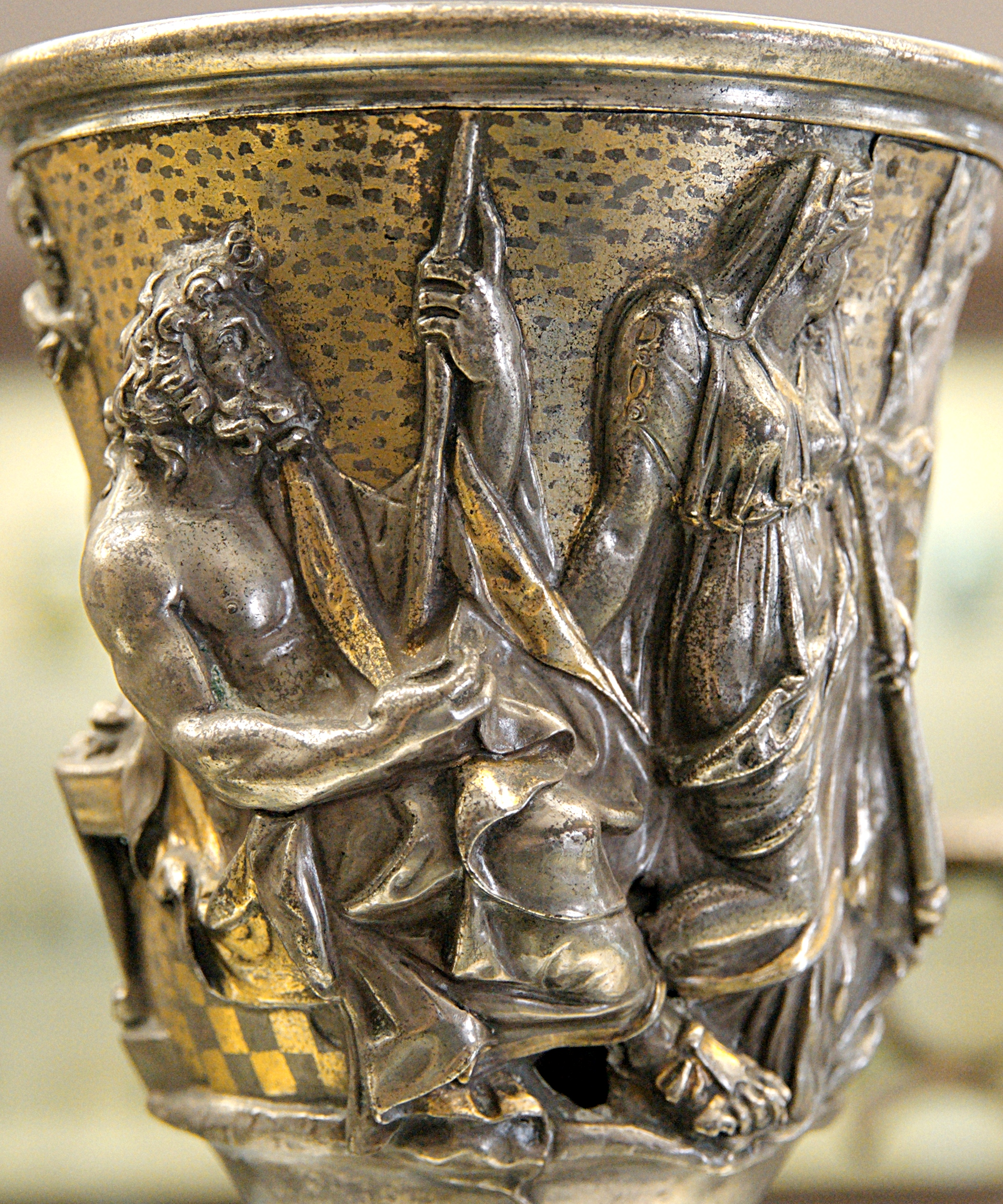
Poseidón y otros dioses ístmicos en una jarra de plata.
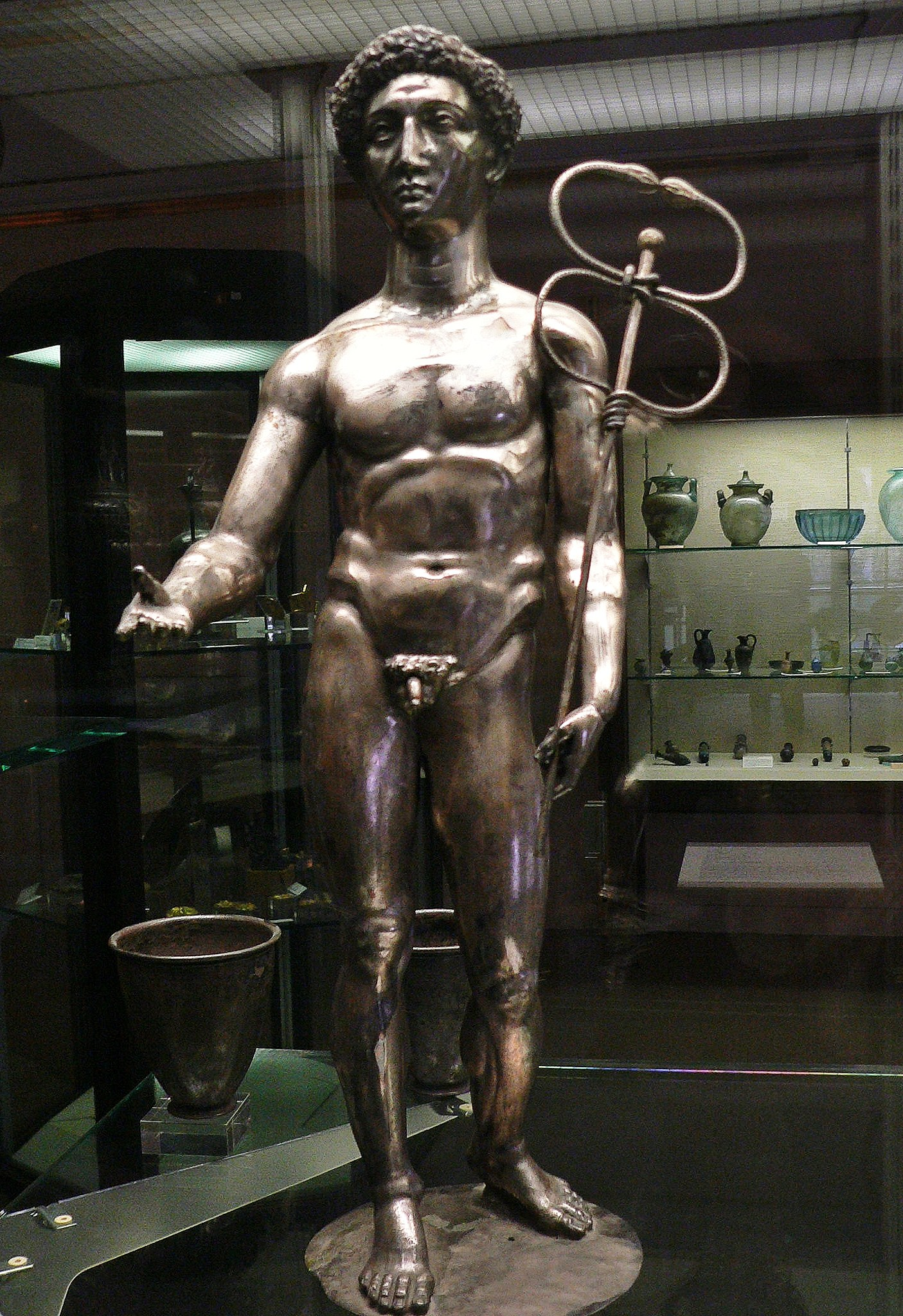
Estatuilla de Mercurio en plata.
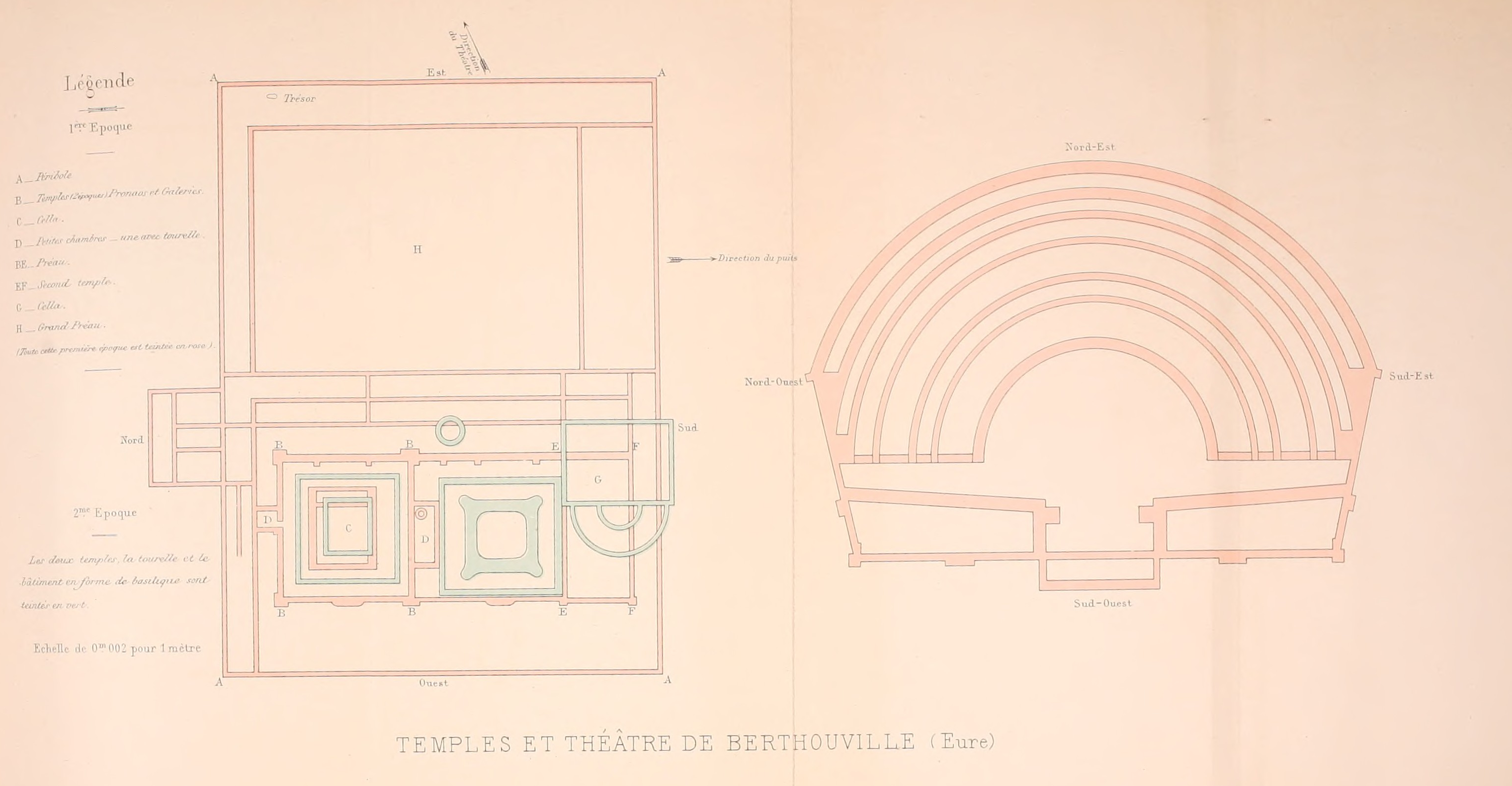
Plano de los "templos y teatro de Berthouville", por Camille de la Croix,[7] 1897.